# Daniel Stolz von Stolzenberg
Daniel Stolz von Stolzenberg (Daniel Stolcius) (1600–1660) byl český lékař a spisovatel o alchymii, žák Michaela Maiera. Jeho jméno je často uváděno jako „von Stolcenberg“, tedy ze Stolzenberku, nebo „von Stolcenbeerg“.
Je známý pro svou knihu emblémů Viridarium Chymicum z roku 1624, významnou antologii s prameny v předchozích sbírkách. V roce 1627 následovalo dílo Hortulus Hermeticus.